# Banyón
Banyón és un municipi a la comarca de Jiloca (província de Terol, Aragó) a 20 km de Calamocha el cap comarcal. El 31 de maig de 1836 va tenir lloc la victòria de les tropes carlines sobre les liberals a la batalla de Bañón, en el marc de la primera guerra carlina.